# Ebalia cranchi
Ebalia cranchi är en kräftdjursart. Ebalia cranchi ingår i släktet Ebalia och familjen Leucosiidae. Inga underarter finns listade i Catalogue of Life.